# Андрыянки
Андрыя́нки (пол. Andryjanki) — деревня в Бельском повете Подляского воеводства Польши. Входит в состав гмины Боцьки. По данным переписи 2011 года, в деревне проживало 339 человек.

## География
Деревня расположена на северо-востоке Польши, к западу от реки Лесьна (приток реки Нужец), на расстоянии приблизительно 22 километров (по прямой) к юго-западу от города Бельск-Подляски, административного центра повета. Абсолютная высота — 150 метров над уровнем моря. Через Андрыянки проходит скоростная автомагистраль S19.

## История
Согласно «Указателю населенным местностям Гродненской губернии, с относящимися к ним необходимыми сведениями», в 1905 году в селе Андрианки проживало 494 человека. В административном отношении село входило в состав Алексинской волости Бельского уезда (2-го стана).
В период с 1975 по 1998 годы Андрыянки являлись частью Белостокского воеводства.

## Достопримечательности
- Православная Крестовоздвиженская церковь, 1914 г.
- Усадьба, 2-я пол. XIX века